# Futuroscope
Koordinaten: 46° 40′ 17″ N, 0° 22′ 14″ O
Das Futuroscope ist ein Freizeitpark in Frankreich, der sich mit den Medientechnologien der Zukunft beschäftigt. Er befindet sich in Chasseneuil-du-Poitou in der Nähe von Poitiers in der Region Nouvelle-Aquitaine. In den vielen verschiedenen Kinos werden alte und neue Filme gezeigt.

## Attraktionen

### Achterbahnen
| Name          | Typ                                 | Hersteller | Eröffnungsjahr |
| ------------- | ----------------------------------- | ---------- | -------------- |
| Balancier     | Shuttle Coaster, Familienachterbahn | Sunkid     | 2006           |
| Objectif Mars | Launched Coaster, Spinning Coaster  | Intamin    | 2020           |

### Weitere Attraktionen
Zu den Hauptattraktionen des Futuroscopes gehören:
- IMAX-Kinos (auch 3D)
- interaktive Spektakel
- Wasserspiele
- Cyber-Avenue
- Gyrotour (Aussichtsturm, 48 m)
- Multimediacenter (mit VR-Spielen)
- CyberMedia (ein Internetcafé)

Futuroscope war mehrmals Etappenort der Tour de France sowie Austragungsort des Electronic Sports World Cup der Jahre 2003 und 2004.
Mit Stand Januar 2019 sind für die Zukunft geplant eine Weltraum-Achterbahn. Eine 6000 Sitze umfassende Arena für Sport- und Kulturveranstaltungen wird von NGE bis 2022 gebaut und anschließend für 30 Jahre betrieben.